# 万騎ヶ原の戦い
万騎ヶ原の戦い（まきがはらのたたかい）は最上軍と細川軍の戦い。

## 概要

### 最上義光、小国城の細川直元を狙う
1581年（天正9年）、最上義光は勢力拡大のため、馬揃えを開き、敵対する勢力を見極めようとした。天童氏をはじめとする国人の中には、参加を拒否する者もいた。その中で、最上義光が最も倒しやすい敵と考えたのが、小国城の細川直元だった。

### 戦略的に重要な細川氏の領地
細川氏の領地は、四方に河川が流れる水運の要衝だった。最上義光は、この地を押さえることで軍需物資の運搬が容易になり、領土拡大に有利になると考えた。攻撃を任されたのは、戦上手として名高い蔵増光忠だった。最上八楯に属する国人を利用して、最上八楯の崩壊を知らしめる狙いもあったと言われている。

### 圧倒的な兵力差で細川氏を制圧
蔵増光忠が率いる最上軍の兵力は約3,500人、対する細川直元の軍勢はわずか350人だった。圧倒的に不利な状況にもかかわらず、細川直元は野戦を選択した。万騎の原と呼ばれる平野で両軍が激突したが、兵力差は歴然だった。最上軍は勢いそのままに小国城まで押し寄せ、城を落とした。細川氏は滅亡し、最上軍の勢力は北上した。

## 戦後

### 水運の確保と蔵増光忠の功績
この戦いで水運を手に入れたことで、最上氏は日本海側の諸勢力にも影響力を及ぼすようになった。勝利に大きく貢献した蔵増光忠には、細川直元の小国城が与えられた。以降、蔵増光忠は最上氏の重要な戦力として、出羽国統一に尽力した。